# Galeomorphi
Super-ordre
Les Galeomorphi sont un super-ordre de requins, l'autre subdivision étant celle des Squalomorphi. 
Ce groupe comprend quatre ordres de requins modernes, qui ont une nageoire anale et sont plus ou moins pélagiques,,.

## Systématique
Le super-ordre des Galeomorphi a été créé en 1973 par l'ichtyologiste américain Leonard Compagno.

## Liste des ordres
Selon World Register of Marine Species (6 janvier 2014) :
- ordre Carcharhiniformes (Requins-marteau, Roussettes, requins de récifs…) -- 251 espèces
- ordre Heterodontiformes (Requins dormeurs…) -- 9 espèces
- ordre Lamniformes (Requin pèlerin, grand requin blanc, requins renards, requins taupes…) -- 16 espèces
- ordre Orectolobiformes (Requin baleine, requins nourrices, requins tapis…) -- 40 espèces

Arbre phylogénétique putatif des requins actuels, avec clefs d'identification des huit ordres.

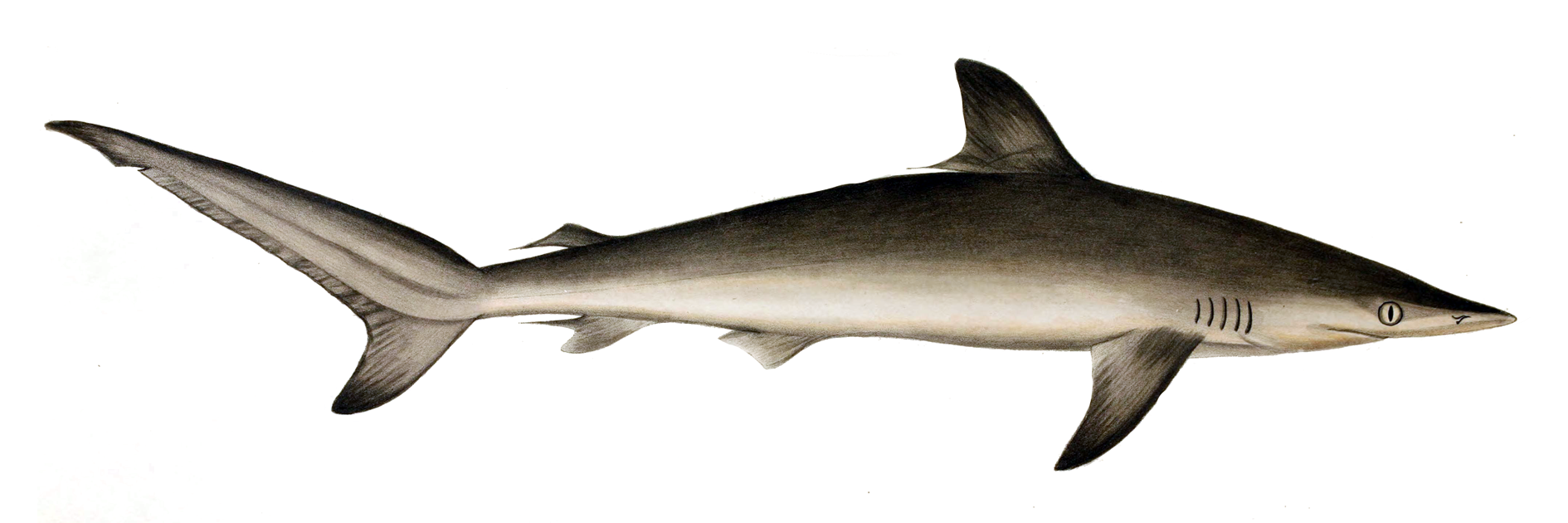
Carcharhiniformes.
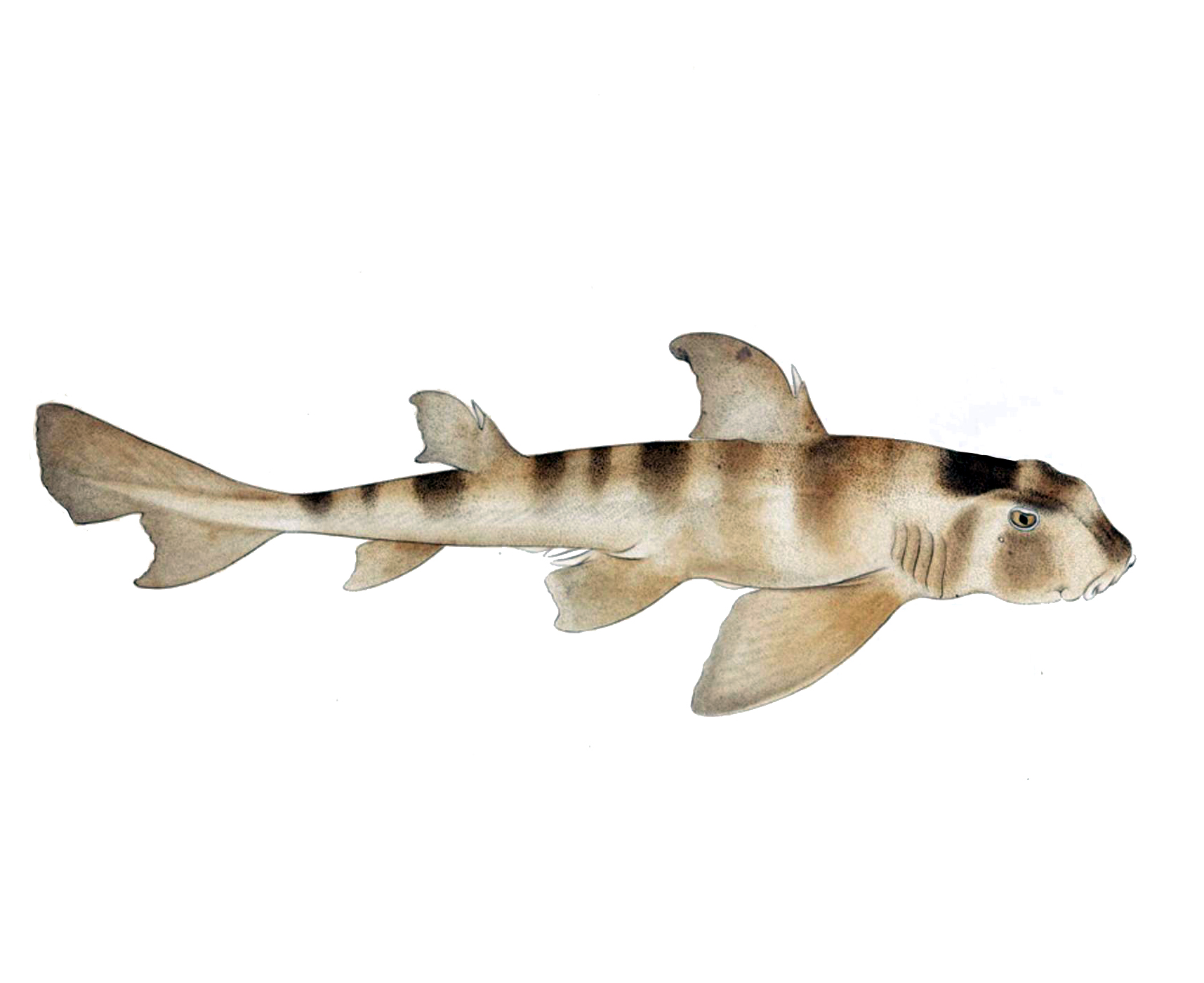
Heterodontiformes.
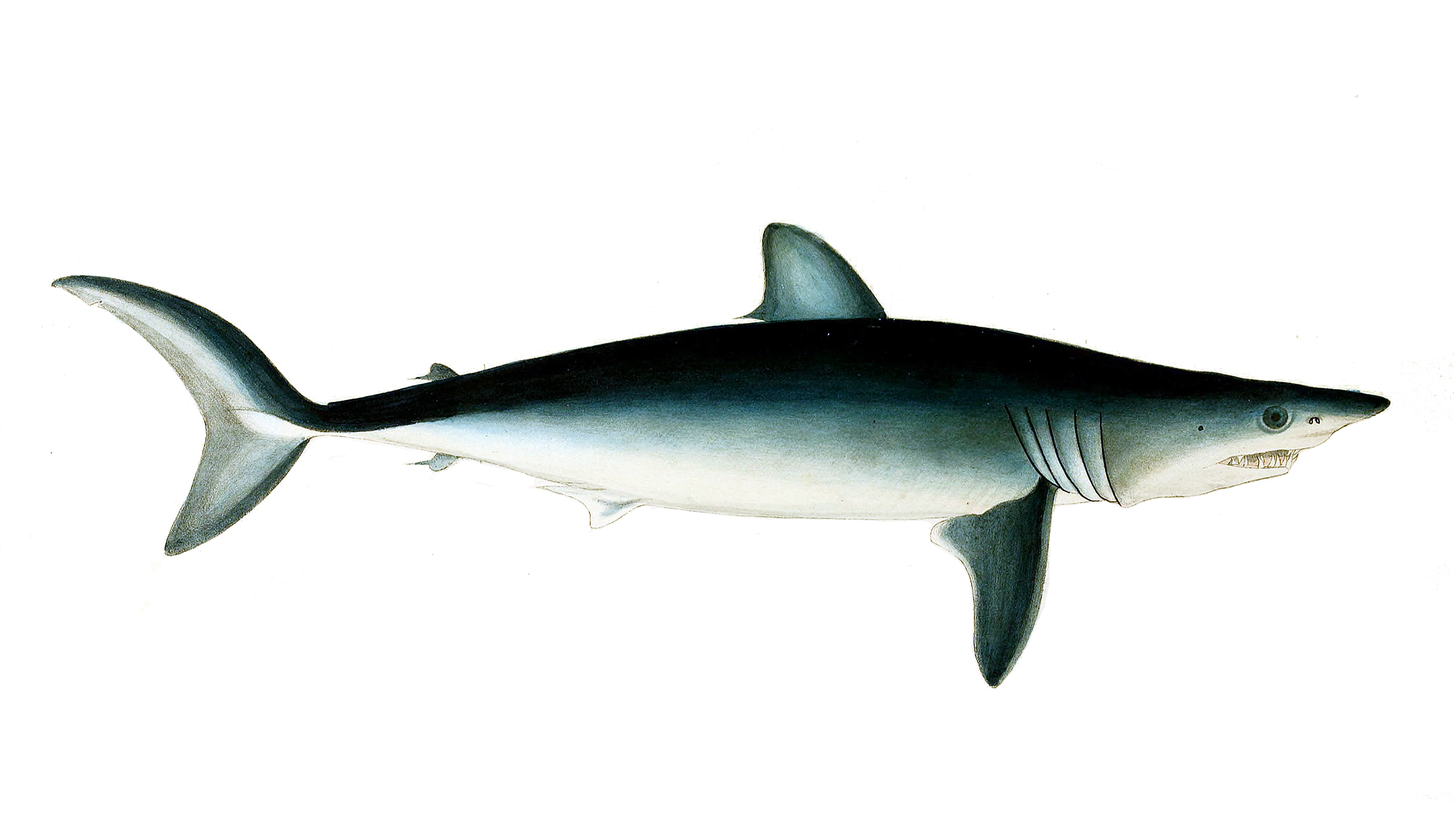
Lamniformes.
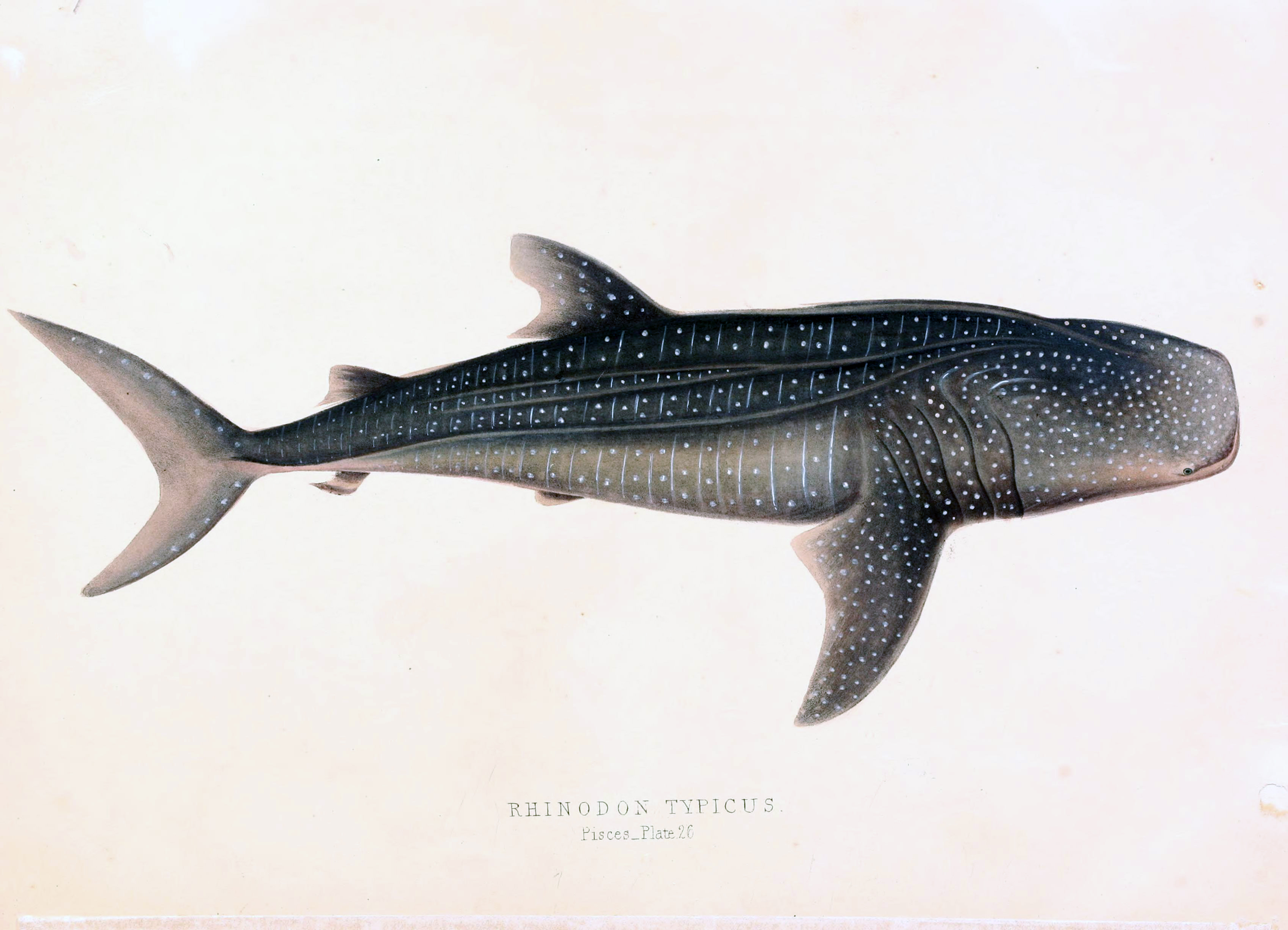
Orectolobiformes.